# Amyema strongylophylla
Amyema strongylophylla är en tvåhjärtbladig växtart som beskrevs av Danser. Amyema strongylophylla ingår i släktet Amyema och familjen Loranthaceae. Inga underarter finns listade i Catalogue of Life.